# VW Viloran

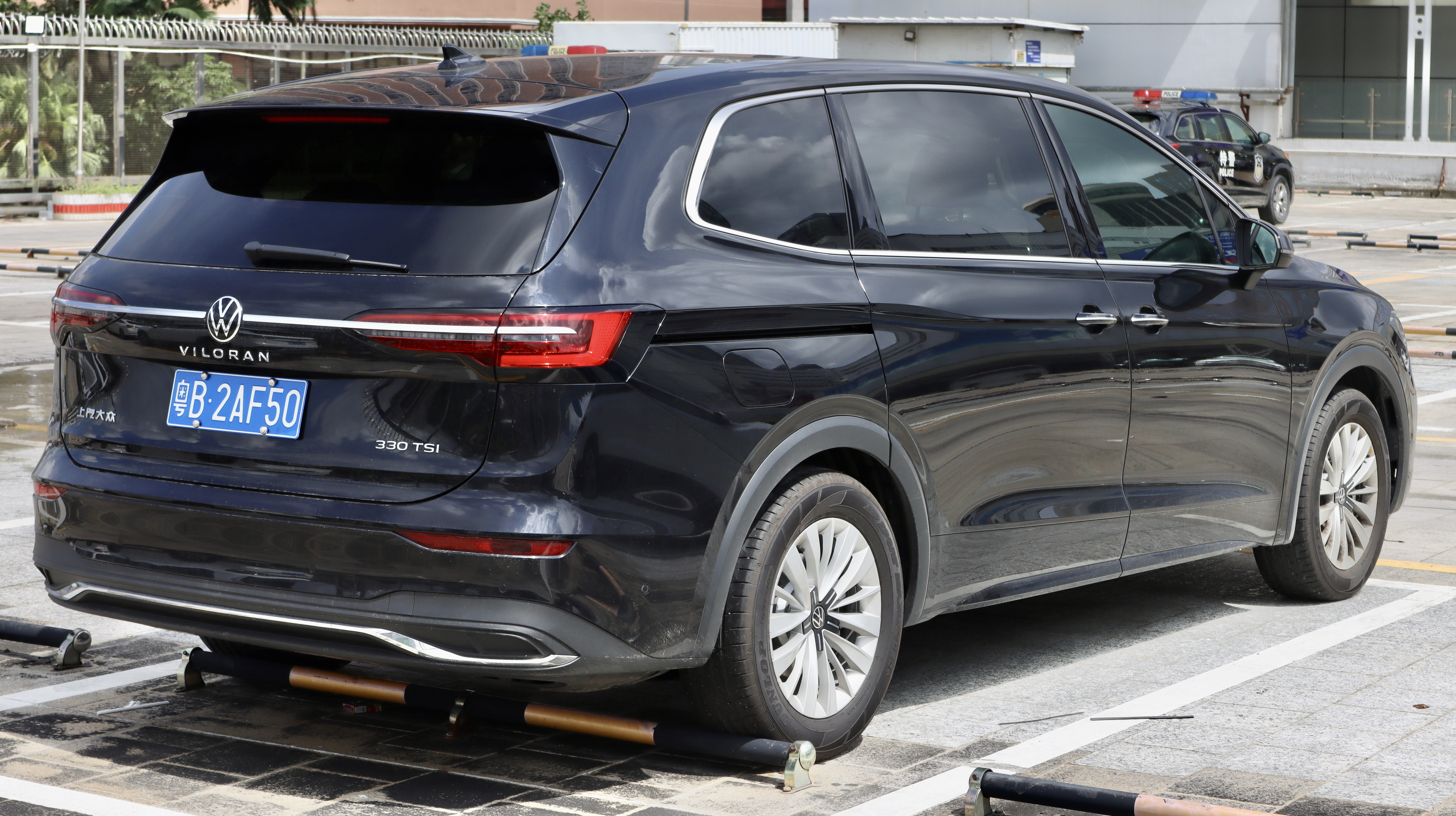
Heckansicht

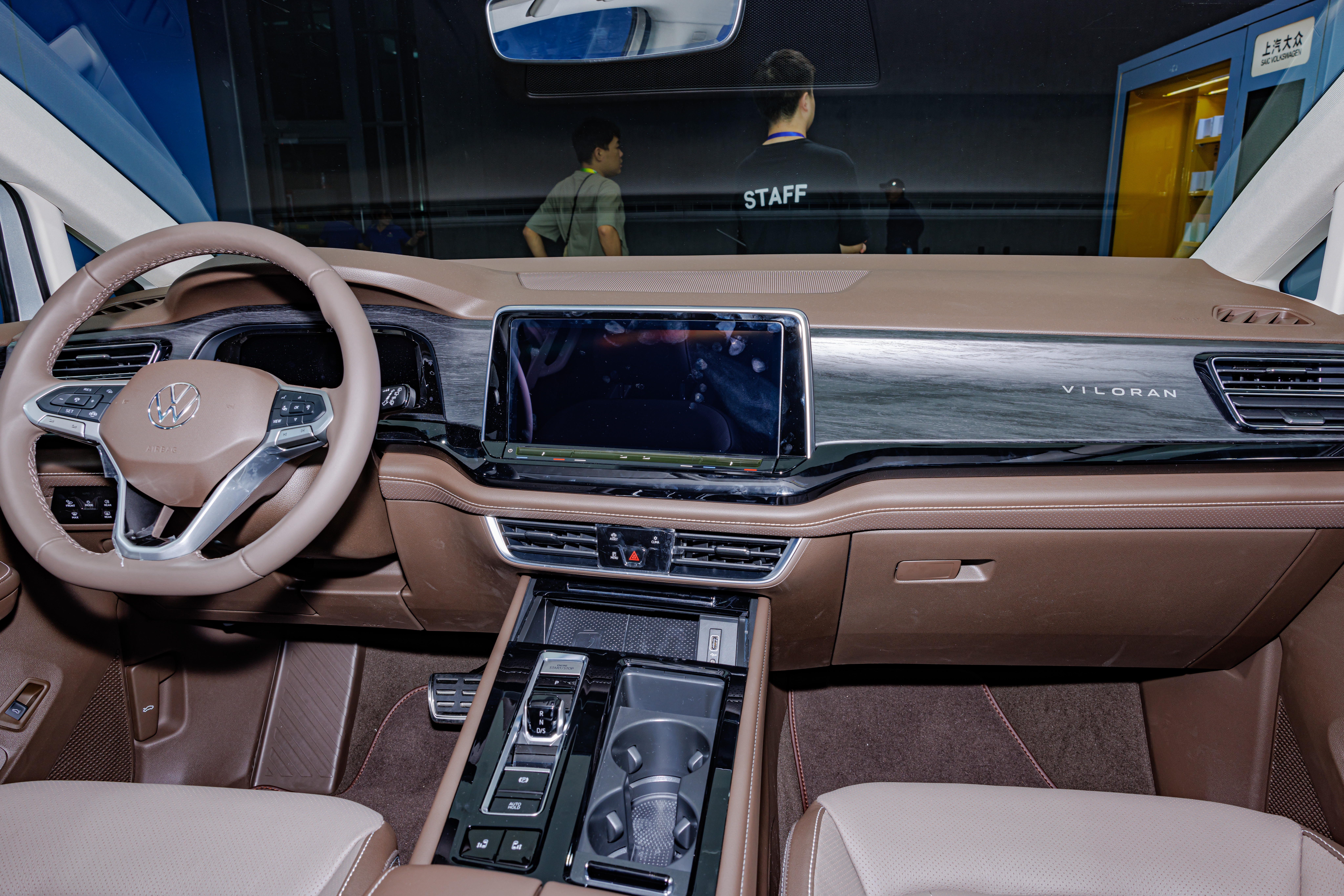
Innenansicht

Der VW Viloran ist ein Van, der von SAIC-Volkswagen in China gebaut wird.

## Geschichte
Vorgestellt wurde das Fahrzeug im November 2019 im Rahmen der Guangzhou Auto Show. Im Mai 2020 kam es in China in den Handel. Eine überarbeitete Version folgte im Februar 2022. Außerhalb Chinas ist kein Verkauf der Baureihe geplant. Mit einer Länge von 5,35 m ist der Viloran Volkswagens längstes Pkw-Modell weltweit.
Als indirektes Vorgängermodell ist der zwischen 2008 und 2013 ausschließlich für den nordamerikanischen Markt in Kanada produzierte VW Routan zu nennen. Als Konkurrenzmodelle des Viloran gelten unter anderem der Buick GL8 und der Lexus LM.

## Technik
Das siebensitzige Fahrzeug basiert auf dem Modularen Querbaukasten des Volkswagen-Konzerns. Angetrieben wird der Van von einem Zweiliter-TSI-Ottomotor in zwei Leistungsstufen. Der Viloran ist nur mit Vorderradantrieb und einem 7-Stufen-Doppelkupplungsgetriebe erhältlich.

## Technische Daten
|                                            | 330 TSI                          | 330 TSI                          | 380 TSI                          | 380 TSI                          |
| ------------------------------------------ | -------------------------------- | -------------------------------- | -------------------------------- | -------------------------------- |
| Bauzeitraum                                | 05/2020–08/2023                  | seit 08/2023                     | 05/2020–08/2023                  | seit 08/2023                     |
| Motorbaureihe                              | VW EA888                         | VW EA888                         | VW EA888                         | VW EA888                         |
| Motorart                                   | Ottomotor                        | Ottomotor                        | Ottomotor                        | Ottomotor                        |
| Motortyp                                   | Reihenbauart, Direkteinspritzung | Reihenbauart, Direkteinspritzung | Reihenbauart, Direkteinspritzung | Reihenbauart, Direkteinspritzung |
| Zylinder/Ventile                           | 4/16                             | 4/16                             | 4/16                             | 4/16                             |
| Hubraum                                    | 1984 cm³                         | 1984 cm³                         | 1984 cm³                         | 1984 cm³                         |
| max. Leistung bei min−1                    | 137 kW (186 PS) bei 4100–6000    | 137 kW (186 PS) bei 4150–6000    | 162 kW (220 PS) bei 4500–6200    | 162 kW (220 PS) bei 4900–6700    |
| max. Drehmoment bei min−1                  | 320 Nm bei 1500–4000             | 320 Nm bei 1500–4050             | 350 Nm bei 1500–4400             | 350 Nm bei 1600–4300             |
| Antriebsart                                | Vorderradantrieb                 | Vorderradantrieb                 | Vorderradantrieb                 | Vorderradantrieb                 |
| Getriebeart                                | 7-Stufen-Doppelkupplungsgetriebe | 7-Stufen-Doppelkupplungsgetriebe | 7-Stufen-Doppelkupplungsgetriebe | 7-Stufen-Doppelkupplungsgetriebe |
| Leergewicht                                | 2115 kg                          | 2150 kg                          | 2160 kg                          | 2190 kg                          |
| Beschleunigung, 0–100 km/h                 | 10,5 s                           | k. A.                            | 9,3 s                            | k. A.                            |
| Höchstgeschwindigkeit                      | 200 km/h                         | 200 km/h                         | 200 km/h                         | 200 km/h                         |
| Kraftstoffverbrauch auf 100 km, kombiniert | 7,6 l Super                      | 7,8 l Super                      | 8,1 l Super                      | 8,2 l Super                      |